# Conditions difficiles
Pour plus de détails, voir Fiche technique et Distribution.
Conditions difficiles ( Uneasy Terms) est un thriller britannique réalisé par Vernon Sewell, sorti en 1948 et mettant en vedette Michael Rennie, Moira Lister et Faith Brook. Il est adapté du roman éponyme de Peter Cheyney.

## Synopsis
Slim Callaghan est un détective privé dont le client, le colonel Stenhurst, est assassiné, laissant derrière lui une traînée de suspects. Viola, l'aînée des trois belles-filles du colonel, est la principale suspecte.

## Fiche technique
- Titre original : Uneasy Terms
- Titre français : Conditions difficiles
- Réalisation : Vernon Sewell
- Scénario : Peter Cheyney, d'après son roman éponyme
- Producteur : Louis H. Jackson
- Société de production : British National Films
- Directeur de la photographie : Ernest Palmer
- Montage : Monica Kimick
- Direction artistique : R. Holmes Paul
- Costumes : Raemonde Rahvis
- Ingénieurs du son : Harold V. King, Cecil Thornton
- Durée : 91 minutes
- Format : 35 mm, 1.37 : 1
- Son : mono
- Couleur : noir et blanc
- Dates de sortie :
  -  Royaume-Uni : 1er juin 1948
  -  France : 1948

## Distribution
- Michael Rennie : Slim Callaghan
- Moira Lister : Corinne Alardyse
- Faith Brook : Viola Alardyse
- Joy Shelton : Effie
- Patricia Goddard : Patricia Alardyse
- Barry Jones : Inspecteur Gringall
- Marie Ney : Honoria Wymering
- Paul Carpenter : Windy Nicholls
- Nigel Patrick : Lucien Donnelly
- Sydney Tafler : Maysin
- J.H. Roberts : Sallins
- Joan Carroll : la matrone